# Mor Efraim
Mor Efraim (en hebreo: מור אפרים‎; Jerusalén, Israel; 18 de enero de 1988) es una futbolista israelí. Juega como mediocampista y su equipo, desde 2019, es el F.C. Ramat HaSharon de la Ligat Nashim y forma parte de la selección de fútbol femenino de Israel.

## Biografía
Ephraim nació en Jerusalén en una familia de ascendencia etíope y fue adoptada cuando era bebé por una pareja de padres de Nevatim, donde creció. Jugó desde muy joven en el equipo de baloncesto del Kibbutz Hatzerim y al mismo tiempo jugó al fútbol en el moshav.
A los 12 años, se unió al equipo de fútbol Hapoel Be'er Sheva y jugó allí hasta después del servicio en las Fuerzas de Defensa de Israel, que realizó en la base de Tze'elim como una atleta sobresaliente.
En 2018 escribió y publicó el libro "Journey in the Forest", que narra las experiencias personales y su lugar en relación con la sociedad, a través de la mirada de un niño que vive un viaje de autodescubrimiento y elección de caminos en su vida.
A partir de 2020 Ephraim está estudiando para una maestría en educación en la Universidad Ben-Gurión del Néguev. Está escribiendo su tesis sobre el diseño de identidad entre los adoptados de ascendencia etíope.
Además, trabaja como instructora de valores de deportes en escuelas primarias en Beit Kama y Givot Bar, y es una de las conferencistas senior en Athena - Public Council for the Advancement of Girls and Women in Sports , y una conferencista sobre temas de autorrealización y el impacto del deporte en su vida.

## Carrera
En 2009, luego de ser dada de baja del ejército, se mudó a los Estados Unidos para jugar en la liga universitaria en Polski, Tennessee, en el Martin Methodist College, donde jugó cuatro temporadas en las que ganó cuatro campeonatos distritales con el equipo. Además, ha logrado muchos logros personales.
En 2014, regresó a Israel y se unió a F.C. Kiryat Gat a mediados de la temporada 2013/2014 , donde jugó cuatro temporadas, durante las cuales también se desempeñó como capitana del equipo. En la temporada 2014/2015 ganó el título de jugadora destacada de la liga, y en la temporada 2015/2016, en la que marcó 10 goles, ayudó al equipo a ganar la copa estatal por primera vez en su historia .
En la temporada 2016/2017, ganó con F.C. Kiryat Gat el primer campeonato en la historia del equipo cuando marcó 8 goles. En la temporada 2017/2018, ganó un segundo campeonato consecutivo con F.C. Kiryat Gat cuando anotó 16 goles.
Hacia la temporada 2018/2019, pasó a jugar en el ASA Tel Aviv University SC. Terminó la temporada como la goleadora del equipo con 12 goles, y también ayudó a ganar un doblete, anotando dos goles en la semifinal de Copa y otro gol en la final.
En la temporada 2019/2020, se trasladó al equipo F.C. Ramat HaSharon, pero la temporada no llegó a su final previsto y se detuvo tras 14 rondas por la Pandemia de COVID-19. El 13 de abril de 2020 se anunció el fin de la liga y la adjudicación del campeonato a F.C. Ramat HaSharon, que marchó en primer lugar con una diferencia de 5 puntos del equipo de F.C. Kiryat Gat en segundo lugar. Esta temporada, Ephraim anotó 11 goles que le valieron el título de goleadora del equipo y el segundo lugar en el ranking de toda la liga.

## Selección nacional
En 2015, fue invitada al personal superior del equipo femenino israelí. Hizo su debut el 22 de octubre contra el equipo kazajo .
A abril de 2020, Ephraim tiene 9 apariciones en la selección nacional, en las que anotó un gol.

## Palmarés
F.C. Kiryat Gat
- Ligat Nashim (1): 2017/2018.

F.C. Ramat HaSharon
- Ligat Nashim (1): 2019/2020.